# Arancini
Les arancini (en sicilien : arancini) sont une spécialité culinaire de Sicile.
Ils se présentent généralement sous la forme de boulettes de riz, panées et frites, de 6 à 8 centimètres de diamètre, farcies de divers ingrédients, comme du ragù (viande bovine cuite à l'étouffée avec de la sauce tomate) et des petits pois. Ils sont en général confectionnés avec du riz à gros grains de variété Roma ou Arborio.

## Étymologie
Chaque région sicilienne revendique l'invention du fameux arancino. Il y a donc plusieurs hypothèses quant à l'origine de son nom et de sa forme.
À Catane, l'arancino tiendrait sa forme de l'Etna. Le volcan a une forme de cône et est toujours très actif, on voit fréquemment des fumées s'en échapper. Ainsi quand on coupe la pointe de l'arancino, la vapeur s'en échappe comme quand on voit l'Etna.
Une autre théorie stipule que la couleur et la forme de l'arancino justifieraient son nom. Celles-ci rappelleraient en effet celles d'une orange (arancia signifiant « orange » en italien et arancini, littéralement « petites oranges » en sicilien). Le mot arancini est masculin pluriel. Son singulier est arancino (arancinu à Messine, Catane et aux alentours). Dans les régions de Palerme, de Ragusa et Siracusa le terme arancine est utilisé, pluriel du féminin arancina.

## Typologie

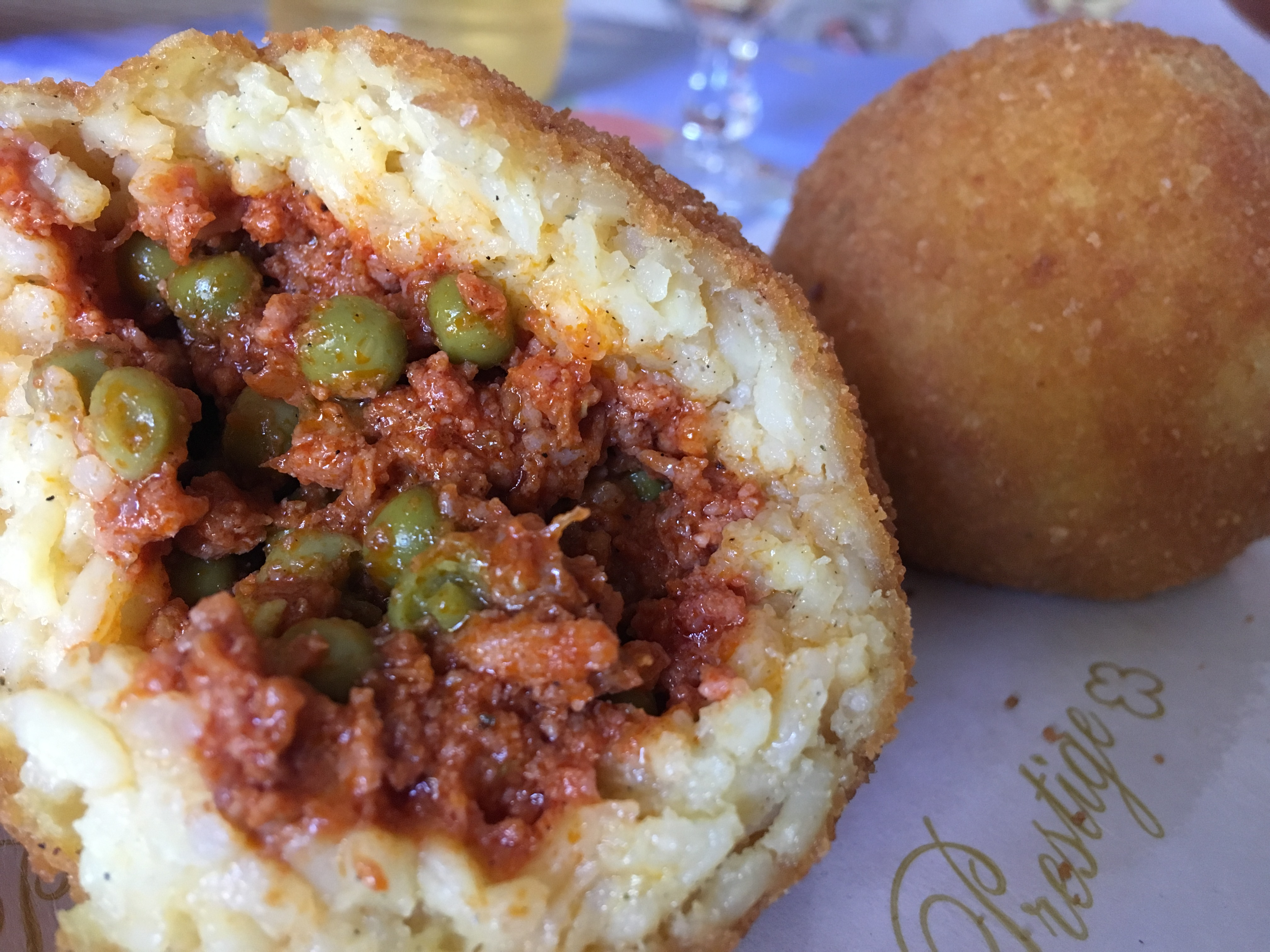
Arancini al ragù.

Les arancini al ragù (viande et petits pois), de forme pyramidale ou sphérique, sont les plus courants. Il existe cependant des variantes, de forme conique, telles que les arancini al burro, farcis de mozzarella, de jambon cuit et occasionnellement de sauce béchamel, ou, sur la côte orientale de la Sicile, les arancini con spinaci, farcis d'épinards et de mozzarella.
Chaque cuisinier, amateur ou professionnel, met ce qu'il souhaite dans son arancino. En effet, on peut y ajouter des légumes, du fromage, du pesto, du poisson ou de la viande, tout est permis. Les restes de la veille sont aussi des ingrédients de premier choix pour concevoir son arancino. Comme pour une pizza, chaque personne y ajoute sa touche personnelle en fonction de ses goûts.
Ils sont très répandus dans toute la Sicile et peuvent se déguster chauds ou froids, selon les envies des mangeurs.
Dans la province de Catane, des lieux consacrés aux arancini sont apparus, dans lesquels ce plat est proposé dans de nombreuses variations : végétarien, avec de la viande, du poisson ou même en tant que pâtisseries.